# Thomas Hydling
Thomas Hydling – szwedzki żużlowiec.
Brązowy medalista młodzieżowych indywidualnych mistrzostw Szwecji (Sztokholm 1978). Ośmiokrotny medalista drużynowych mistrzostw Szwecji: pięciokrotnie złoty (1974, 1978, 1979, 1981, 1982), srebrny (1980) oraz dwukrotnie brązowy (1973, 1976). Finalista indywidualnych mistrzostw Szwecji (Vetlanda 1981 – XV miejsce).
Reprezentant Szwecji na arenie międzynarodowej. Wielokrotny uczestnik eliminacji indywidualnych mistrzostw świata (najlepszy wynik: Gislaved 1980 – VII miejsce w półfinale szwedzkim).
W lidze szwedzkiej reprezentował barwy klubów: Getingarna Sztokholm (1973–1982) oraz Gamarna Sztokholm (1983–1984). 